# Анімація
Аніма́ція (з лат. anima — душа і похідного фр. animation — оживлення), мультипліка́ція (з лат. multiplicatio — розмноження, збільшення, зростання) — вид кіномистецтва, твори якого створюються шляхом знімання послідовних фаз руху намальованих (графічна анімація) або об'ємних (об'ємна анімація) об'єктів. Ці твори називають анімаційними або мультиплікаційними фільмами (мультфільмами). Перші мальовані фільми вийшли в 1908 року у Франції, об'ємні — 1911 року у Росії.
Перші мультиплікаційні фільми в УРСР з'явилися у 1927 році у центральній мультиплікаційній майстерні в Одесі: В'ячеслав Левандовський створив фільм «Казку про солом'яного бичка», на основі відомої української казки про Солом'яного бичка, а художник Володими Дев'ятнін зробив мультиплікаційний фільм про вивчення української мови «Українізація».

## Історія анімації

### Передісторія
Принцип анімації знайшли задовго до винайдення братами Люм'єр кінематографу. Бельгійський фізик Жозеф Плато, австрійський професор-геометр Симон фон Штампфер та інші вчені і винахідники використовували для відтворення на екрані зображень, що рухались внаслідок обертання диска чи стрічки з малюнками, систему дзеркал і джерело світла — ліхтар.

### Перші спроби
- 30 серпня 1877 року вважається днем народження мальованої анімації — був запатентований винахід Еміля Рено, який винайшов основи технології виготовлення анімаційних фільмів, які лишилися незмінними до винайдення комп'ютерних технологій: «покадрова зйомка» малюнків або іншого матеріалу — за фазами руху. Еміль Рено називав свої фільми «світловими пантомімами», «оптичними виставками» (Наприклад: «Клоун із собачкою», «Кухоль пива»).[2]
- 1898 рік — Джеймс Стюарт Блектон і Альберт Е. Сміт зняли перший ляльковий фільм «Цирк ліліпутів» («The Humptu Dumptu Circus»). У фільмі використовувались дерев'яні іграшки.
- 1900 рік — Джеймс Стюарт Блектон створює фільм «Чарівний малюнок» («The Enchanted Drawing»), в якому, проте ще не було проміжних фаз. В цей період він відкриває секрет анімації, покадрової мультиплікаційної зйомки — зображення за зображенням, що в США отримала назву «One turn, one picture».
- 1906 рік — Джеймс Стюарт Блектон і Альберт Е. Сміт заснували кінематографічне об'єднання «Vitagraph», зробивши серію анімаційних фільмів «Комічні фази смішних облич» («Humorous Phases of Funny Faces»).
- 1908 рік — Еміль Коль показав свій анімаційний фільм «Фантасмагорія» («Fantasmagorie»). Цей фільм став знаковим для розвитку анімації не тільки через те, що був першим європейським анімаційним фільмом, але й тому, що саме тут вперше був структурований самодостатній сюжет, а головний герой Фантош був наділений певним характером.

Саме «Фантасмагорію» деякі дослідники вважають першим «по-справжньому анімаційним фільмом».
- 1911 рік — Вінзор Маккей створив фільм «Маленький Немо» («Little Nemo») на основі газетного коміксу.
- 1912 рік — першим у світі об'ємним анімаційним фільмом прославився Старєвіч Владислав Олександрович, створивши фільм «Прекрасна Люканіда, або війна рогачів з вусачами» («Прекрасная Люканида, или война рогачей с усачами»).
- 1913 рік — В. О. Старєвіч створює фільм «Бабка і мураха» («Стрекоза и муравей»). Створений на основі байки Крилова, фільм мав величезний успіх і світову популярність.

### Подальший розвиток
Майбутньому бурхливому розвитку анімації посприяли не лише фільми, що були зроблені в минулому, а й певний технічний поступ. Найважливішим досягненням в цій сфері став винахід Рауля Барра перфорований целулоїд, що дозволяв зафіксувати лист з малюнком за допомогою штифтів.
- 1917 рік — відбулась прем'єра першого повнометражного художнього анімаційного фільму «El Apostol» режисера з Аргентини Квіріні Кристіани.
- 1928 рік — Волт Дісней створює найпопулярнішого мальованого персонажа в історії анімації. В цей рік також виходить у світ перша звукова стрічка «Пароплавчик Віллі».
- 1929 рік — Волт Дісней знімає «Танок скелетів» (англ. «Skeleton Dance») перший із серії «Веселі симфонії». Загалом прихід Волта Діснея в анімацію ознаменувався створенням певних канонів, так звана діснеївська або ж класична анімація, якими багато в чому користуються і донині.

- 1931 рік — аргентинець Кристіані поставив перший повнометражний анімаційний звуковий фільм «Peludopolis».
- 1932 рік — перший кольоровий анімаційний фільм «Квіти і дерева» Волта Діснея.
- 1936 рік — в СРСР засновано кіностудію «Союзмультфільм» (рос. «Союзмультфильм») (спершу — «Союздітмультфільм» (рос. «Союздетмультфильм»)).
- 1937 рік — перший кольоровий мультфільм СРСР «Солодкий пиріг». Дісней у фільмі «Старий вітряк» (англ. «The Old Mill») вперше застосував камеру, що дозволяла отримувати глибинну перспективу. В тому ж році Дісней випустив свій перший повнометражний анімаційний фільм — «Білосніжка і сім гномів» (англ. «Snow White and the Seven Dwarfs»).
- 1940 рік — Джозеф Барбера та Вільям Ганна починають роботу над серією мультфільмів «Том і Джеррі».
- 1943 рік — прем'єра анімаційного кольорового фільму Поля Грімо «Опудало» («L'Epouvantail»).
- 1945 рік — Іржи Трнка з Чехословаччини дебютував мальованим фільмом «Посадив дід ріпку».
- 1947 рік — перший телевізійний анімаційний серіал «Кролик-хрестоносець» (англ. «Crusader Rabbit») Алекса Андерсона і Джея Барда. Анімація починає часто використовуватись в телевізійній рекламі.
- 1956 рік — створюється студія анімаційних фільмів в Загребі (Душан Вукотич, А. Маркс, Б. Колар, З. Боурек, Ватрослав Мимиця). Першим фільмом «Загребскої школи» став короткометражний «Веселий робот» («Nestasni Robot», реж. Душан Вукотич).
- 1960 рік — початок виробництва серії «Флінстоуни» (англ. «The Flinstones»), що показувалась на американському телебаченні. Це був перший серіал для дорослих.
- 1973 рік — прем'єра французького фільму «Дика планета» (фр. «La planete sauvage») — філософської казки Рене Лану і Ролана Топора.
- 1983 рік — «Танго» поляка Збигнєва Рибчинського[en] отримало «Оскар» в категорії короткометражних анімаційних фільмів.
- 1988 рік — чеський аніматор Ян Шванкмаєр поставив свій перший повнометражний фільм «Аліса» за творами Л. Керрола.
- 1990 рік — починається випуск серіалу «Сімпсони» (англ. «The Simpsons»).
- 1993 рік — «Кодак» вводить систему «Cineon» — перший повний комплект обладнання для створення спецефектів.

### Новітня епоха
Сьогодні анімація йде в дещо іншому напрямі, ніж у «діснеївську епоху». Технічний прогрес вкотре змінив технологію анімації.
- 1995 рік — Джон Ласетер створює «Історію іграшок» (англ. «Тоу Story») (виробництво компаній «Pixar» і «Дісней»), що стає переломним моментом, адже це перший повнометражний фільм, створений повністю з синтетичних зображень.
- 1999 рік — мультфільм «Старий і море» режисера Олександра Петрова став першим в історії кіно мультфільмом для кінотеатрів великого формату IMAX. У 2000 році цей же мультфільм був удостоєний премії Американської кіноакадемії «Оскар».

На початку XXI ст. стають популярними програми, що дозволяють без надмірних зусиль створювати прості класичні мультфільми. Це явище стало поштовхом до створення анімаційних фільмів широким колом людей.

## Класифікація та типові технології

### Види анімації

Графічна анімація

- графічна (мальована) анімація — класичний вид анімації, де об'єкти малюються вручну (сьогодні часто переносять малюнки на комп'ютер). Спершу мальовані фільми були орієнтовані на дорослу аудиторію. Зміни в цій сфері відбулися в 30-ті рр. XX ст. Засновник російської мальованої анімації — І. Іванов-Вано («Зимова казка», 1945, «Казка про мертву царівну та сімох богатирів», 1951). В. Котьоночкіну належать твори «Ну, постривай!», «Незвичайний матч», «Сліди на асфальті», «Пісня про юного барабанщика», 1972). Ю. Норштейн — автор казок «Лисиця і заєць», 1973, «Чапля і журавель», 1974, «Їжачок в тумані», 1975).
- об'ємна (матеріальна) анімація — об'єкти є окремими елементами матеріального світу (лялька, пластилін, витинанка, сіль[3] або пісок, голки тощо). Діючими особами можуть бути цвяхи, сірники (фільми Е. Коля, Х. Парса).
  - пластилінова анімація;
  - лялькова анімація. Винахідником лялькової анімації є В. Старевич (1912) — «Прекрасна Люконада, або війна Рогачів з Вусачами», «Місце кінематографічного оператора», «Чотири чорти».
  - сипка анімація;
  - перекладна анімація посідає проміжне місце між мальованою та об'ємною. Ляльки рухаються не в тримірному просторі, а тільки в площині екрану — горизонтально й вертикально (І. Гурвич «Як жінки чоловіків продавали», А. Крижанівський «Жив-був Козявін», 1955, «Скляна гармоніка», 1958)
  - голчастий екран — анімація, що досягається за допомогою переміщення шпильок з голівками. Винахідник — гравер А. Алексєєв («Ніч на Лисій горі», 1933, «Картинки з виставки», 1972).
  - тіньова анімація — першовідкривачем вважають Л. Рейнегера («Пригоди принца Ахмета»).
- комп'ютерна анімація — вид анімації, в якому об'єкти створюються з допомогою комп'ютерних засобів.
  - 3-d анімація;
  - 2-d анімація (flash-анімація тощо);

### Види технологій
- За методом анімування:
  - Покадрова технологія — це технологія, за якою кожен кадр малюється окремо. Найскладніша й найтриваліша, вимагає високої майстерності, досвіду та інтуїції. Проте ця технологія дозволяє здійснити практично будь-які зміни об'єкта, реалізувати найвибагливіші задуми.
  - Технологія «Ключових кадрів» — полягає в тому, що створюються не всі кадри, а лише «ключові», між ними «проміжні кадри» малюються автоматично. До цієї технології можна віднести й некомп'ютерний тип анімації, коли головний аніматор займався «ключовими кадрами», а підрядні аніматори малювали «проміжні».
  - Технологія «Захоплення руху» («Motion capture») — відносно молода технологія, де об'єкти рухаються або змінюють форму внаслідок аналогічних дій реальними істотами або неживих об'єктів, до яких прикріпленні датчики, що фіксуються в просторі та передають дані до комп'ютера. Ця технологія допомагає захопити найскладніші реалістичні рухи.

- За типом змінюваних параметрів об'єктів:
  - Технології руху — технології, що дозволяють передати рух об'єкта або його частин.
  - Технології форми «Морфінг» («Morphing») — технології зміни форми. Часто використовуються для перетворення одного об'єкта в інший. Зазвичай виконується з допомогою технології «ключових кадрів».
  - Анімація кольору — технології трансформації забарвлення об'єкта.

## Економічний стан
У 2010 році ринок анімації оцінювався приблизно в 80 мільярдів доларів США. До 2021 року вартість зросла до 370 мільярдів доларів США. Анімаційні повнометражні фільми принесли найбільший валовий прибуток (близько 52 %) серед усіх кіножанрів у період з 2004 по 2013 рік. Анімація як мистецтво та індустрія продовжує процвітати станом на початок 2020-х років.

## Освіта, пропаганда та реклама
Наочність анімації робить її потужним інструментом навчання, тоді як її повна піддатливість дає змогу перебільшувати, що можна використовувати для передавання сильних емоцій і спотворення реальності. Тому вона широко використовується не тільки в розважальних цілях.
Під час Другої світової війни анімація широко використовувалася для пропаганди. Багато американських студій, зокрема Warner Bros. та Disney, надавали свої таланти та мультиплікаційних персонажів, щоб донести до громадськості певні воєнні цінності. Ці зусилля поширювалися і на інші країни навіть в епоху холодної війни, особливо в тому, що стосувалося «боротьби» з комунізмом. Наприклад, припускається, що виробництво англійської екранізації роману Джорджа Орвелла «Колгосп тварин» 1954 року (першого в країні повнометражного анімаційного фільму) фінансувалося ЦРУ.
Анімація була дуже популярною в телевізійній рекламі як завдяки своїй графічній привабливості, так і завдяки гумору, який вона може запропонувати. Деякі анімаційні персонажі в рекламі існують десятиліттями, як-от Снеп, Кракл та Поп у рекламі пластівців Kellogg's. Текс Ейвері був продюсером першої реклами Raid «Kills Bugs Dead» 1966 року, яка була дуже успішною для компанії.

## Інші медіа, товари та тематичні парки
Анімація традиційно була дуже тісно пов'язана з коміксами. Хоча багато персонажів коміксів знайшли свій шлях на екрані (що часто трапляється в Японії, де багато манґи адаптовано в аніме), оригінальні анімовані персонажі також часто з'являються в коміксах та журналах. Аналогічним чином персонажі та сюжети для відеоігор (інтерактивної форми анімації, яка стала окремим середовищем) були запозичені з фільмів, і навпаки.
Частину оригінального контенту, створеного для екрана, можна використовувати та продавати в інших медіа. Історії та образи можна легко адаптувати для дитячих книжок та інших друкованих видань. Пісні та музика з'явилися на платівках і в потоковому форматі.
Хоча дуже багато анімаційних компаній комерційно використовують свої творіння за межами засобів масової інформації, компанія The Walt Disney Company є найвідомішим і найяскравішим прикладом. Відтоді як 1929 року компанія вперше отримала ліцензію на виробництво дитячого блокнота, її талісман Мікі Маус був зображений на величезній кількості товарів, як і багато інших діснеївських персонажів. Можливо, це вплинуло на деяке зневажливе використання імені Мікі, але ліцензійні товари Disney добре продаються, а так звана Disneyana має багато завзятих колекціонерів, і навіть спеціальний фан-клуб «Disneyana» (з 1984 року).
Діснейленд відкрився в 1955 році та має багато атракціонів, заснованих на героях мультфільмів Діснея. Його величезний успіх спричинив появу кількох інших тематичних парків і курортів Діснея..Доходи Disney від тематичних парків відносно часто були вищими, ніж від їхніх фільмів.

## Нагороди
Як і в будь-якій іншій формі медіа, в анімації існують нагороди за досягнення в цій галузі. Багато з них є частиною загальних або регіональних програм кінонагород, як-от китайська премія «Золотий півень» за найкращу анімацію (з 1981 року). Програми нагородження, присвячені анімації, з багатьма категоріями включають ASIFA-Hollywood Annie Awards, Emile Awards у Європі та Anima Mundi Awards у Бразилії.

### Нагороди Американської кіноакадемії
Окрім премії «Оскар» за найкращий анімаційний короткометражний фільм (з 1932 року) та найкращий анімаційний повнометражний фільм (з 2002 року), анімаційні фільми номінували та нагороджували в інших категоріях, найчастіше за найкращу пісню до фільму та найкращу музику до фільму.
«Красуня і Чудовисько» був першим анімаційним фільмом, номінованим на найкращий фільм у 1991 році. «Вгору» (2009) та «Історія іграшок 3» (2010) також були номіновані на найкращий фільм після того, як Академія збільшила кількість номінантів з п'яти до десяти.